# Camillo Filippi

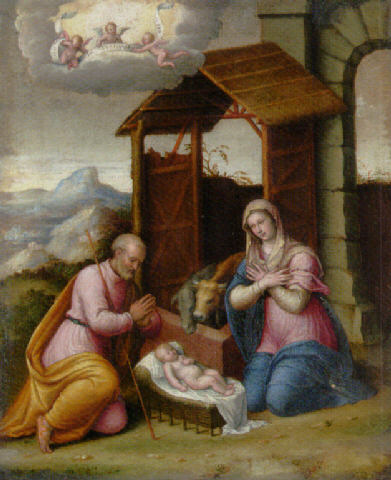
Natività

Camillo Filippi (Ferrara, 1500 – 1574) è stato un pittore italiano.

## Biografia
Camillo Filippi, pittore manierista, figlio di Sebastiano e padre di Sebastiano Filippi, conosciuto come il Bastianino, e di Cesare, fu tra i pittori più noti della scuola ferrarese del XVI secolo. 
Allievo di Battista Dossi e Girolamo da Carpi, il Filippi fu anche fortemente influenzato dalla pittura del Garofalo.